# زياد عنتر
زياد عنتر (مواليد 1978 ) هو مخرج ومصور لبناني، ولد في مدينة صيدا اللبنانية، درس الهندسة الزراعية في الجامعة الأميركية في بيروت وإتّجه إلى مجال التصوير الفوتوغرافي والفيديو، وأقام في مدينة باريس، وحصل على شهادة ما بعد الدبلوم من المدرسة العليا للفنون الجميلة في باريس. كانت أولى بداياته في 2002 بعد إخراجه أول فيلم وثائقي عن المصور الفوتوغرافي جان لوك مولين.

## الحياة والعمل
في أعقاب حرب لبنان عام 2006، أنتج زياد عنتر فيلمًا قصيرًا بعنوان La Marche Turque، تُظهر الصورة أيدي عازف البيانو وهو يعزف قسم موتسارت، بينما يُطرق الصوت، مذكراً صوت التفجيرات،  وفي عام 2002 أخرج عنتر فيلمًا وثائقيًا مخصصًا لمعلمه، المصور جان لوك مولين.
في 2000 حصل على كوداك ريفلكس 1948 و10 لفات من الفيلم بالأبيض والأسود انتهت صلاحيتها في عام 1976، وبدأ في استخدام هذه المادة التي عفا عليها الزمن، لإنتاج تأثير واضح وغير مجرد على صوره. تصور إحداها وليد جنبلاط ويفترض أنها تثير الخطر الذي يواجهه الزعيم الدرزي اللبناني بعد انتقاد حزب الله والحكومة السورية.

## قائمة الأفلام
- جان لوك مولان (بالفرنسية: Jean-Luc Moulène)‏ عام 2002
- طوكيو الليلة (2003)
- WA (2004)
- المسيرة التركية (بالفرنسية: La Marche Turque)‏ عام 2006
- صوت آمن (2006)
- مدردرة (2007)
- لا كوردي (2007)
- لو رادار (2007)
- Etudes Mains (2008)
- لا موش (2008)
- موز (2008)
- ليلة الحب (2009)
- لا سوريس (2009)
- صوت آمن (2009)

## المنشورات
- بيروت برفت - معمارية الفارسين وخريطة المهجرين (رشا سلتي وزياد عنتر)، مؤسسة الشارقة للفنون، 2009
- صورة لإحدى الأراضي، مؤسسة أكتيز سود / الشارقة للفنون، 2012
- منتهي الصلاحية، منشور Beaux Arts de Paris Editions و Musée Nicéphore Niepce، 2014
- بعد الصور، مساهمات هانز أولريش أوبريست، يحيى امقاسم، منال خضر، ياسمينة جريصا، كاب 2016

## المعارض المختارة

### معارض فردية
- دارك ماتر، لا كريبت، بيروت بالتعاون مع بيروت آرت ريزيدنسي 2017 [9]
- زياد عنتر: أصوات آمنة II بالتعاون مع بيروت آرت ريزيدنسي 2016 [10]
- بعد الصور، مركز بيروت للمعارض 2016 [11]
- زياد عنتر: منحوتات مستقاة، معرض سلمى فيرياني، لندن، 2011 [12][13]
- صورة لإقليم، منطقة الفنون، الشارقة، 2012 [14]

### معارض جماعية
- Home Works IV، جاليري صفير سملر، بيروت، 2008 [15]
- 2008 بينالي تايبيه، تايبيه، 2008 [16]
- لبنان الآن، دارة الفنون، عمان، 2008 [17]
- أحكام المستقبل: ماضي الأيام القادمة، بينالي الشارقة 09، الشارقة، 2009 [18]
- أمريكا، مركز بيروت للفنون، بيروت، 2009 [19]
- 21 الفنانين القائمة النهائية لمعرض الفن جيل المستقبل المجموعة جائزة، مركز Pinchkuk الفن، كييف، 2010 [20]
- مستقبل الوعد، بينالي فينيسيا الـ 54، 2011 [21]
- نهج البحر الأبيض المتوسط، قصر زينوبيو، البندقية، 2011 [22]
- الفن هو الحل! فنانون ومصممون لبنانيون معاصرون، فيلا إمبين، بروكسل، 2012 [23]
- عبر الحدود. بؤرة على التصوير الفوتوغرافي اللبناني، برعاية طارق نحاس، معرض بيروت للفنون 2018 [24]

## ترشيحات
- تم ترشيحه لجائزة الجيل الجديد من مؤسسة بونتشوك بأوكرانيا في العام 2010.

## وصلات خارجية
- زياد عنتر في مركز بومبيدو، باريس
- زياد عنتر في بنك معلومات الفيديو